# Forn Siðr

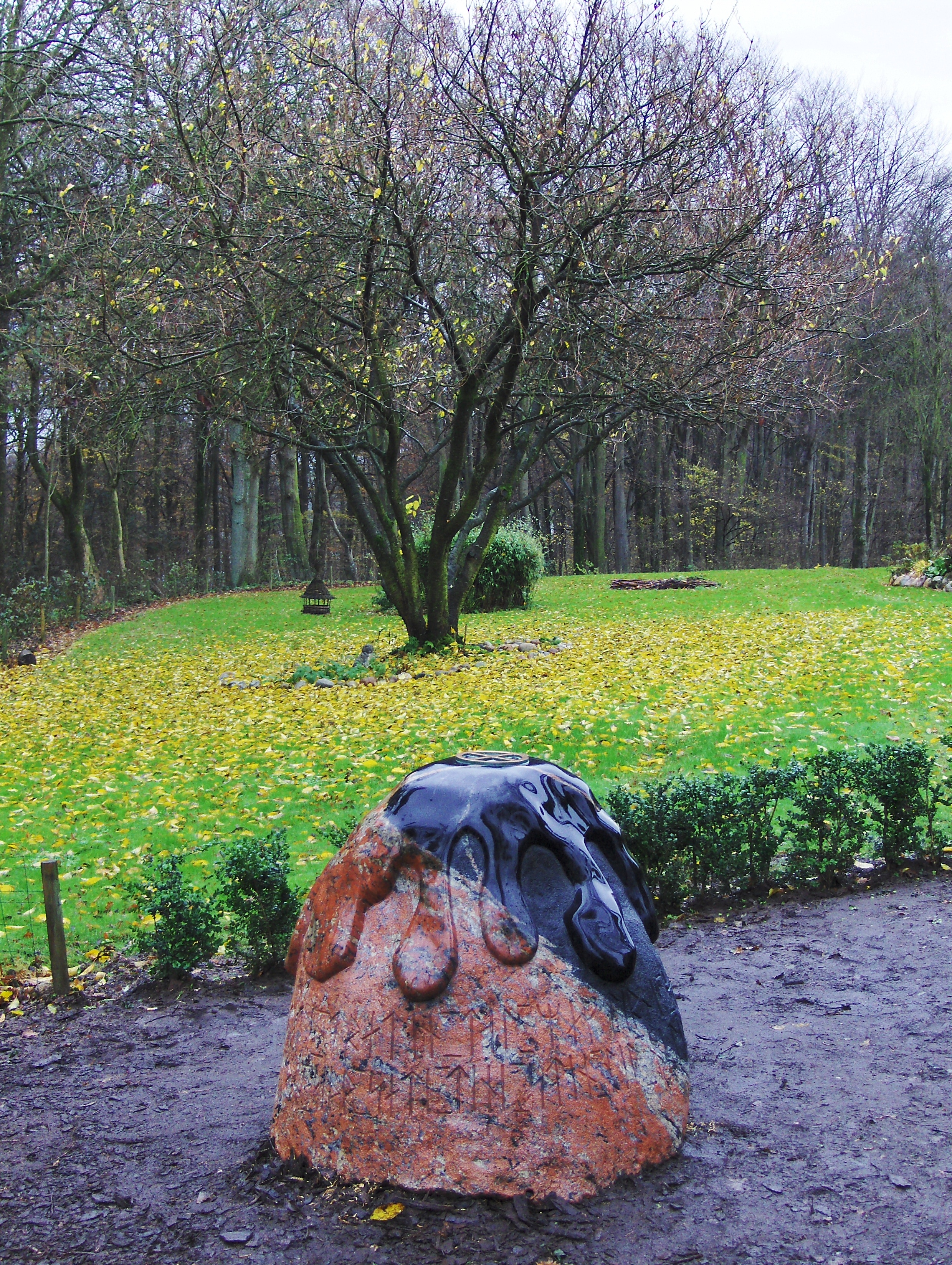
Kamień runiczny w siedzibie FSAVAD w Jelling.

Forn Siðr – Stowarzyszenie asatryjskie i wanatryjskie w Danii (duń. Forn Siðr — Asa- og Vanetrosamfundet i Danmark) – ogólnoduński związek wyznaniowy wyznawców rodzimowierstwa germańskiego (Ásatrú i Vanatrú), współczesnego ruchu na rzecz odrodzenia religii i kultury nordyckiej. Stowarzyszenie Forn Siðr zostało założone 15 listopada 1997 roku.
Organizacja jest nieprozelityczna i apolityczna. Została zarejestrowana jako społeczność religijna przez duńskie Ministerstwo Spraw Kościelnych 6 listopada 2003 roku. Dało to między innymi możliwość zawierania uznawanych przez państwo ślubów przez jej członków, a także szersze możliwości urządzania pogrzebów w rycie germańskim. W 2008 roku związek wszedł w posiadanie miejsca pochówku w Odense.
Stowarzyszenie Forn Siðr wydaje czasopismo o nazwie Vølse.